# Charles de Secondat, baron de Montesquieu
Charles-Louis de Secondat, Baron de La Brède et de Montesquieu (n. 18 ianuarie 1689, Labrède, Aquitaine, Franța – d. 10 februarie 1755, Paris, Regatul Franței), de regulă menționat doar ca Montesquieu, s-a născut în castelul din la Brède, lângă Bordeaux, într-o familie de magistrați aparținând micii nobilimi. A fost una din cele mai complexe și importante figuri ale iluminismului francez.
A activat în calitate de consilier (1714) în parlamentul de la Bordeaux, devenind președintele acestuia (1716 - 1728) după moartea unuia din unchii săi, căruia i-a moștenit titlul și funcția. În 1728, a devenit membru al Academiei Franceze.
Opera sa majoră, Scrisori persane (1721), „profundă alegorie a dragostei, moralei, politicii și religiei“ , s-a bucurat de un succes imens și imediat. Cartea este concepută sub forma unei colecții de scrisori, despre care se presupune a fi fost scrise de călători în Persia și de prietenii acestora din Europa. Aici, autorul a satirizat și a criticat instituțiile franceze.
În calitate de teoretician, a scris în 1734 o disertație istorică științifică asupra înfloririi și decăderii Romei, Considérations sur les causes de la grandeur des Romains et de leur décadence (Considerații asupra cauzelor măreției și decadenței romanilor), în care afirmă că „Roma a oferit spectacolul unei fascinante pervertiri a firii umane, al unei patologii la care republicile sunt extrem de vulnerabile“.
Spiritul legilor (1748), debutează cu o scurtă discuție despre legi în general. În cartea I, Capitolul III, susține că „legea în general este rațiunea omenească în măsura în care ea guvernează toate popoarele de pe pământ iar legile politice și civile ale fiecărui popor nu trebuie să fie decât cazuri particulare la care se aplică această rațiune omenească“.
Scopul deliberat a lui Montesquieu în această carte este să explice legile umane și legile sociale. Conform lui, tot ceea ce există are legile sale, „Divinitatea“ are legile sale, „lumea materială“ și „substanțele superioare omului“ au, la rândul lor, legi proprii. Cartea este un studiu comparativ, concentrat asupra a trei tipuri de guvernare (republică, monarhie și despotism), fiind realizat sub influența ideilor lui John Locke.
Una din teoriile majore prezentate în lucrare este cea a separării puterilor în stat, conform căreia puterile guvernului trebuie separate și echilibrate pentru a garanta libertatea individului. Cartea își păstrează și în prezent importanța istorică, fiind una dintre operele care au influențat decisiv elaborarea Constituției Statelor Unite ale Americii, care, la rândul său, a influențat esențial scrierea a numeroase constituții din multe state ale lumii.

## Operă
- Les causes de l'écho;
- Les glandes rénales;

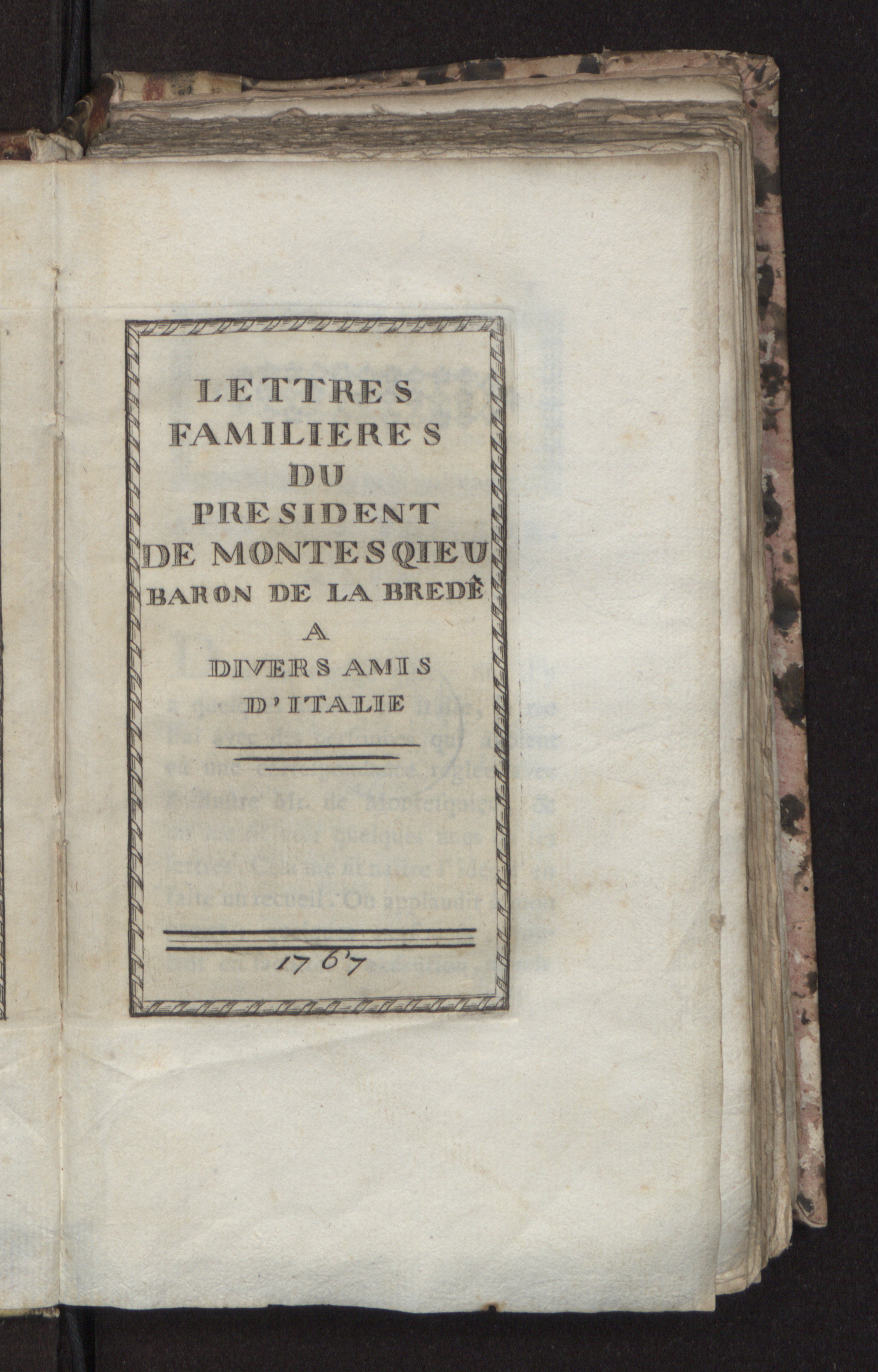
Lettres familieres a divers amis d'Italie, 1767

- La cause de la pesanteur des corps;
- 1711: La damnation éternelle des païens ;
- 1716: Système des Idées;
- 1721: Lettres persanes ("Scrisori persane");
- 1724: Le temple de Gnide, roman;
- 1730: Histoire véritable d'Arsace et Isménie, roman;
- 1734: Considérations sur les causes de la grandeur des Romains et de leur décadence ;("Considerații asupra cauzelor măreției și decadenței romanilor");
- 1748: De l'esprit des lois ("Spiritul legilor")
- 1750: La défense de « L'Esprit des lois »;
- Pensées suivies de Spicilège;
- 1939: Les cahiers de Montesquieu. Mes pensées ("Caietele lui Montesquieu. Cugetările mele").